# Warcisław VII
Warcisław VII (ur. w okr. 1362–1363, najp. 1365, zm. krótko przed 25 lutego 1395) – książę słupski z dynastii Gryfitów, syn Bogusława V, księcia wołogosko-rugijskiego i słupskiego oraz Adelajdy, księżniczki brunszwickiej.

## Życiorys
Syn Bogusława V i Adelajdy, księżniczki brunszwickiej, młodszy brat (przyrodni) Kaźka (Kazimierza IV) słupskiego i starszy, rodzony Bogusława VIII. W 1377 objął władzę w księstwie słupskim po śmierci Kaźka; po pewnym czasie do współrządów dopuścił Bogusława VIII, któremu kilkakrotnie wydzielał różne części księstwa. Usiłował uzyskać od Polski ziemię kujawską i dobrzyńską po starszym bracie, ale bez powodzenia.

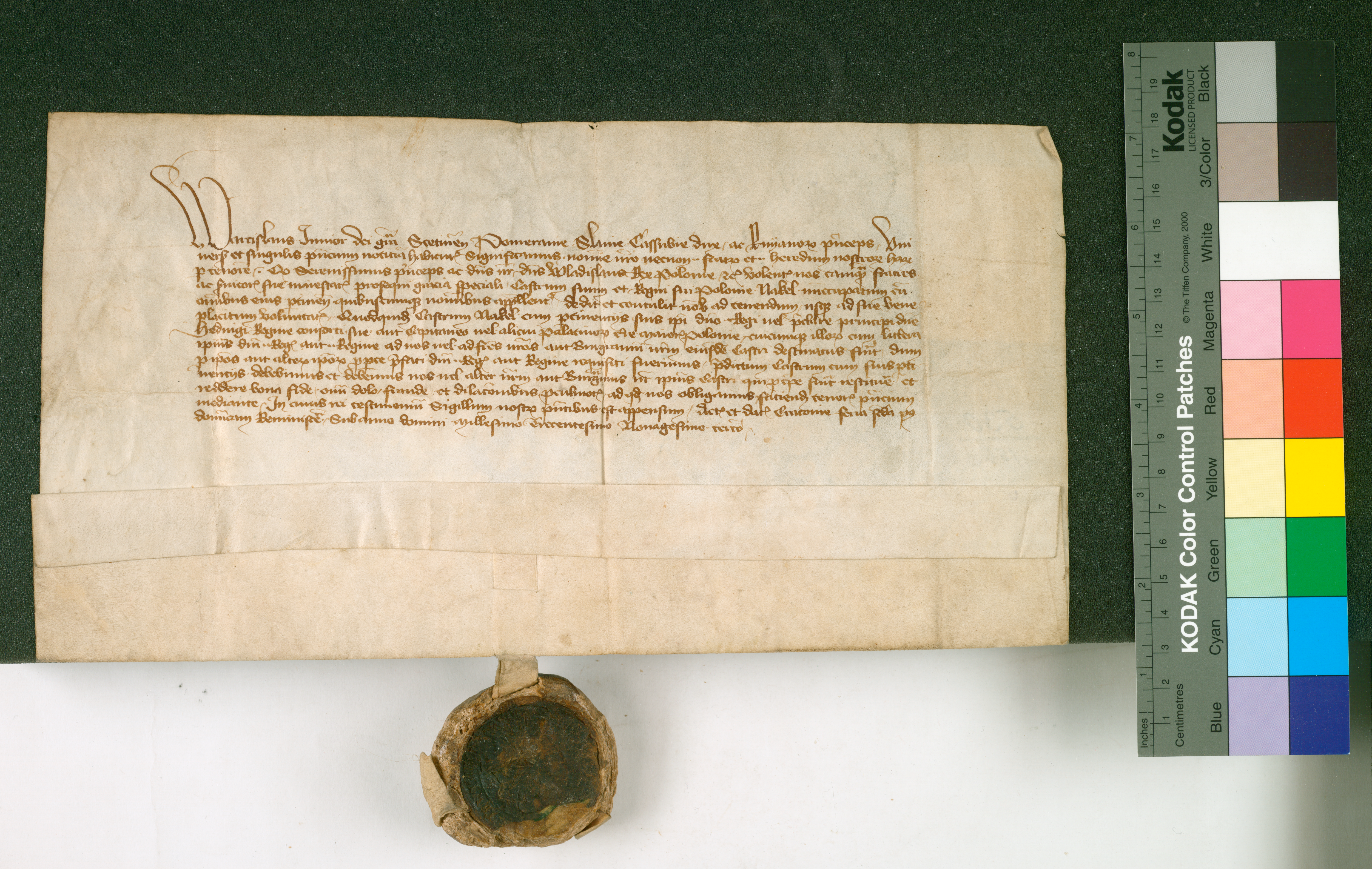
Warcisław, książę szczeciński otrzymuje od Władysława, króla polskiego, gród Nakło.

W 1386 w Lęborku, wraz z bratem Bogusławem VIII zawarł przeciwko Polsce sojusz z zakonem krzyżackim, który obiecał mu pomoc w zdobyciu ziem po Kaźku i wspomógł znaczną sumą pieniędzy. W 1388 jego syn Bogusław został adoptowany przez królową Małgorzatę I, otrzymał nowe imię Eryk, został koronowany na króla Norwegii, a później panował w trzech państwach skandynawskich jako Eryk Pomorski. Warcisław VII przeszedł w tym czasie na stronę Polski, nie wywiązując się z sojuszu z krzyżakami i wprowadził blokadę dróg wiodących z Niemiec do państwa zakonnego, uniemożliwiając przybywanie nowych rycerzy do zakonu. W 1390 wraz z Bogusławem VIII zawarł w Pyzdrach układ z Władysławem Jagiełłą, otrzymując Nakło nad Notecią w zamian za prowadzenie dalszej blokady lądowej państwa krzyżackiego. W latach 1391–1392 odbył pielgrzymkę do Ziemi Świętej.
Został zamordowany w niewyjaśnionych okolicznościach na początku 1395, prawdopodobnie pod zamkiem w Szadzku, być może za sprawą krzyżaków. Jego miejsce pochówku nie jest znane.

## Rodzina
Z małżeństwa z Marią, córką Henryka III, księcia meklemburskiego na Schwerinie i Ingeborgi duńskiej miał dwoje dzieci, tj.
- Eryka Pomorskiego (ur. przed 11 czerwca 1382, zm. zap. 3 maja lub przed 16 czerwca 1459) – króla Norwegii, Danii i Szwecji, księcia słupskiego i stargardzkiego,
- Katarzynę (ur. 1390 lub 1391, zm. 4 marca 1426) – żonę Jana Wittelsbacha, palatyna i księcia Palatynatu Neumarkt, syna elektora Palatynatu i króla niemieckiego Ruprechta III Wittelsbacha i Elżbiety norymberskiej[8].

### Genealogia
| Warcisław IV ur. w okr. 11–27 V 1291 zm. w okr. 31 VII–1 VIII 1326 | Warcisław IV ur. w okr. 11–27 V 1291 zm. w okr. 31 VII–1 VIII 1326 |                                                            |                                                            | Elżbieta ur. w okr. 1300–1304 zm. w okr. II–III 1355 lub przed 2 II 1356 | Elżbieta ur. w okr. 1300–1304 zm. w okr. II–III 1355 lub przed 2 II 1356 |  |  | Ernest I ur. w okr. 1297–1305 zm. 1361 | Ernest I ur. w okr. 1297–1305 zm. 1361 |                                                   |                                                   | Adelajda Everstein–Polle ur. przed 1325 zm. w okr. 29 IX 1373–1376 | Adelajda Everstein–Polle ur. przed 1325 zm. w okr. 29 IX 1373–1376 |
|                                                                    |                                                                    |                                                            |                                                            |                                                                          |                                                                          |  |  |                                        |                                        |                                                   |                                                   |                                                                    |                                                                    |
|                                                                    |                                                                    |                                                            |                                                            |                                                                          |                                                                          |  |  |                                        |                                        |                                                   |                                                   |                                                                    |                                                                    |
|                                                                    |                                                                    | Bogusław V ur. w okr. 1317–1318 zm. w okr. 3 II–24 IV 1374 | Bogusław V ur. w okr. 1317–1318 zm. w okr. 3 II–24 IV 1374 |                                                                          |                                                                          |  |  |                                        |                                        | Adelajda Welf ur. ok. 1341 zm. być może 5 II 1407 | Adelajda Welf ur. ok. 1341 zm. być może 5 II 1407 |                                                                    |                                                                    |
|                                                                    |                                                                    |                                                            |                                                            |                                                                          |                                                                          |  |  |                                        |                                        |                                                   |                                                   |                                                                    |                                                                    |
|                                                                    |                                                                    |                                                            |                                                            |                                                                          |                                                                          |  |  |                                        |                                        |                                                   |                                                   |                                                                    |                                                                    |
|                                                                    |                                                                    |                                                            |                                                            |                                                                          |                                                                          |  |  |                                        |                                        |                                                   |                                                   |                                                                    |                                                                    |

|                                            |                                            | Maria ur. 1363–1367 zm. w okr. 9 VIII 1402–7 II 1403 OO przed 23 III 1380 | Maria ur. 1363–1367 zm. w okr. 9 VIII 1402–7 II 1403 OO przed 23 III 1380 | Warcisław VII (ur. w okr. 1362–1363, najp. 1365, zm. 25 II 1395) | Warcisław VII (ur. w okr. 1362–1363, najp. 1365, zm. 25 II 1395) |  |  |  |  |
|                                            |                                            |                                                                           |                                                                           |                                                                  |                                                                  |  |  |  |  |
|                                            |                                            |                                                                           |                                                                           |                                                                  |                                                                  |  |  |  |  |
|                                            |                                            |                                                                           |                                                                           |                                                                  |                                                                  |  |  |  |  |
| Katarzyna ur. 1390 lub 1391 zm. 4 III 1426 | Katarzyna ur. 1390 lub 1391 zm. 4 III 1426 | Eryk Pomorski ur. przed 11 VI 1382 zm. zap. 3 V lub przed 16 VI 1459      | Eryk Pomorski ur. przed 11 VI 1382 zm. zap. 3 V lub przed 16 VI 1459      |                                                                  |                                                                  |  |  |  |  |

### Opracowania
- Kersten A., Historia Szwecji, Wrocław-Warszawa-Kraków-Gdańsk 1973.
- Kozłowski K., Podralski J., Gryfici książęta Pomorza Zachodniego, Szczecin 1984, ISBN 83-03005-30-8.
- Edward Rymar, Rodowód książąt pomorskich, Szczecin: Książnica Pomorska im. Stanisława Staszica, 2005, ISBN 83-87879-50-9, OCLC 69296056. Brak numerów stron w książce
- Sczaniecki M., Ślaski K., Dzieje Pomorza słupskiego i innych terenów województwa koszalińskiego w wypisach, Wydawn Poznańskie, 1961, p.56

### Literatura dodatkowa (opracowania)
- Zygmunt Boras, Książęta Pomorza Zachodniego, Poznań: Wydaw. Naukowe Uniwersytetu im. Adama Mickiewicza, 1996, ISBN 83-232-0732-1, OCLC 830122949. Brak numerów stron w książce

### Literatura dodatkowa (online)
- Madsen U., Wartislaw VII. Herzog von Pommern-Neustettin (niem.), [dostęp 2012-06-22].